# Diogmites coffeatus
Diogmites coffeatus är en tvåvingeart som först beskrevs av Christian Rudolph Wilhelm Wiedemann 1819.  Diogmites coffeatus ingår i släktet Diogmites och familjen rovflugor. Inga underarter finns listade i Catalogue of Life.